# Jordan Bos
Jordan Jacob Bos (Melbourne, 29 ottobre 2002) è un calciatore australiano con cittadinanza olandese, difensore del Feyenoord e della nazionale australiana.

## Carriera

### Club
Cresciuto nel settore giovanile del Melbourne City, il 30 settembre 2021 firma il primo contratto professionistico con il club, di durata quadriennale. Dopo essersi imposto come titolare nel ruolo, al termine della seconda stagione viene inserito nella squadra ideale del campionato, oltre a vincere il premio di miglior giovane. Il 15 maggio 2023 viene acquistato dal Westerlo, con cui si lega fino al 2027; il trasferimento diventa la cessione più remunerativa nella storia di una squadra di A-League.
Il 25 luglio 2025 si trasferisce agli olandesi del Feyenoord, firmando un contratto valido fino al 2029.

### Nazionale
Ha esordito con la nazionale australiana il 28 marzo 2023, nell'amichevole persa per 1-2 contro l'Ecuador.
Convocato per la Coppa d'Asia 2023, il 13 gennaio 2024 realizza il suo primo gol in nazionale nel successo per 2-0 ai gironi contro l'India.

## Statistiche

### Presenze e reti nei club
Statistiche aggiornate al 18 dicembre 2023.
| Stagione              | Squadra               | Campionato            | Campionato | Campionato | Coppe nazionali | Coppe nazionali | Coppe nazionali | Coppe continentali | Coppe continentali | Coppe continentali | Altre coppe | Altre coppe | Altre coppe | Totale | Totale | Totale |
| Stagione              | Squadra               | Comp                  | Pres       | Reti       | Comp            | Pres            | Reti            | Comp               | Pres               | Reti               | Comp        | Pres        | Reti        | Pres   | Reti   |        |
| --------------------- | --------------------- | --------------------- | ---------- | ---------- | --------------- | --------------- | --------------- | ------------------ | ------------------ | ------------------ | ----------- | ----------- | ----------- | ------ | ------ | ------ |
| 2021-2022             | Melbourne City        | AL                    | 12+1       | 1          | CA              | 3               | 0               | -                  | -                  | -                  | -           | -           | -           | 16     | 1      |        |
| 2022-2023             | Melbourne City        | AL                    | 25+3       | 2          | CA              | 2               | 0               | ACL                | 6                  | 0                  | -           | -           | -           | 36     | 2      |        |
| Totale Melbourne City | Totale Melbourne City | Totale Melbourne City | 37+4       | 3          |                 | 5               | 0               |                    | 6                  | 0                  |             | -           | -           | 52     | 3      |        |
| 2023-2024             | Westerlo              | D1                    | 13         | 1          | CB              | 1               | 0               | -                  | -                  | -                  | -           | -           | -           | 14     | 1      |        |
| Totale carriera       | Totale carriera       | Totale carriera       | 50+4       | 4          |                 | 6               | 0               |                    | 6                  | 0                  |             | -           | -           | 66     | 4      |        |

### Cronologia presenze e reti in nazionale
| Cronologia completa delle presenze e delle reti in nazionale ― Australia | Cronologia completa delle presenze e delle reti in nazionale ― Australia | Cronologia completa delle presenze e delle reti in nazionale ― Australia | Cronologia completa delle presenze e delle reti in nazionale ― Australia | Cronologia completa delle presenze e delle reti in nazionale ― Australia | Cronologia completa delle presenze e delle reti in nazionale ― Australia | Cronologia completa delle presenze e delle reti in nazionale ― Australia | Cronologia completa delle presenze e delle reti in nazionale ― Australia |
| Data                                                                     | Città                                                                    | In casa                                                                  | Risultato                                                                | Ospiti                                                                   | Competizione                                                             | Reti                                                                     | Note                                                                     |
| ------------------------------------------------------------------------ | ------------------------------------------------------------------------ | ------------------------------------------------------------------------ | ------------------------------------------------------------------------ | ------------------------------------------------------------------------ | ------------------------------------------------------------------------ | ------------------------------------------------------------------------ | ------------------------------------------------------------------------ |
| 28-3-2023                                                                | Melbourne                                                                | Australia                                                                | 1 – 2                                                                    | Ecuador                                                                  | Amichevole                                                               | -                                                                        | 54’                                                                      |
| 15-6-2023                                                                | Pechino                                                                  | Argentina                                                                | 2 – 0                                                                    | Australia                                                                | Amichevole                                                               | -                                                                        |                                                                          |
| 13-10-2023                                                               | Londra                                                                   | Inghilterra                                                              | 1 – 0                                                                    | Australia                                                                | Amichevole                                                               | -                                                                        | 73’                                                                      |
| 17-10-2023                                                               | Londra                                                                   | Australia                                                                | 2 – 0                                                                    | Nuova Zelanda                                                            | Amichevole                                                               | -                                                                        | 66’                                                                      |
| 16-11-2023                                                               | Melbourne                                                                | Australia                                                                | 7 – 0                                                                    | Bangladesh                                                               | Qual. Mondiali 2026                                                      | -                                                                        |                                                                          |
| 21-11-2023                                                               | Al Kuwait                                                                | Palestina                                                                | 0 – 1                                                                    | Australia                                                                | Qual. Mondiali 2026                                                      | -                                                                        | 62’                                                                      |
| 6-1-2024                                                                 | Abu Dhabi                                                                | Bahrein                                                                  | 0 – 2                                                                    | Australia                                                                | Amichevole                                                               | -                                                                        |                                                                          |
| 13-1-2024                                                                | Al Rayyan                                                                | Australia                                                                | 2 – 0                                                                    | India                                                                    | Coppa d'Asia 2023 - 1º turno                                             | 1                                                                        | 72’                                                                      |
| 18-1-2024                                                                | Doha                                                                     | Siria                                                                    | 0 – 1                                                                    | Australia                                                                | Coppa d'Asia 2023 - 1º turno                                             | -                                                                        | 57’                                                                      |
| 23-1-2024                                                                | Al Wakrah                                                                | Australia                                                                | 1 – 1                                                                    | Uzbekistan                                                               | Coppa d'Asia 2023 - 1º turno                                             | -                                                                        | 90+3’                                                                    |
| 28-1-2024                                                                | Al Rayyan                                                                | Australia                                                                | 4 – 0                                                                    | Indonesia                                                                | Coppa d'Asia 2023 - Ottavi di finale                                     | -                                                                        | 87’                                                                      |
| 2-2-2024                                                                 | Al Wakrah                                                                | Australia                                                                | 1 – 2 dts                                                                | Corea del Sud                                                            | Coppa d'Asia 2023 - Quarti di finale                                     | -                                                                        | 73’                                                                      |
| 21-3-2024                                                                | Sydney                                                                   | Australia                                                                | 2 – 0                                                                    | Libano                                                                   | Qual. Mondiali 2026                                                      | -                                                                        | 16’ 42’                                                                  |
| 6-6-2024                                                                 | Dacca                                                                    | Bangladesh                                                               | 0 – 2                                                                    | Australia                                                                | Qual. Mondiali 2026                                                      | -                                                                        |                                                                          |
| 11-6-2024                                                                | Dacca                                                                    | Australia                                                                | 5 – 0                                                                    | Palestina                                                                | Qual. Mondiali 2026                                                      | -                                                                        | 82’                                                                      |
| 10-10-2024                                                               | Adelaide                                                                 | Australia                                                                | 3 – 1                                                                    | Cina                                                                     | Qual. Mondiali 2026                                                      | -                                                                        | 75’                                                                      |
| 15-10-2024                                                               | Saitama                                                                  | Giappone                                                                 | 1 – 1                                                                    | Australia                                                                | Qual. Mondiali 2026                                                      | -                                                                        | 61’ 73’                                                                  |
| 14-11-2024                                                               | Melbourne                                                                | Australia                                                                | 0 – 0                                                                    | Arabia Saudita                                                           | Qual. Mondiali 2026                                                      | -                                                                        | 82’                                                                      |
| 19-11-2024                                                               | Riffa                                                                    | Bahrein                                                                  | 2 – 2                                                                    | Australia                                                                | Qual. Mondiali 2026                                                      | -                                                                        | 69’                                                                      |
| Totale                                                                   |                                                                          | Presenze                                                                 | 19                                                                       |                                                                          | Reti                                                                     | 1                                                                        |                                                                          |

## Palmarès

### Club

#### Competizioni nazionali
- Premier's Plate: 2

Melbourne City: 2021-2022, 2022-2023